# Tessmanniacanthus chlamydocardioides
Tessmanniacanthus es un género monotípico de fanerógamas perteneciente a la familia Acanthaceae. El género tiene una especie de plantas herbáceas: Tessmanniacanthus chlamydocardioides (Mildbr.), originaria de Perú.

## Taxonomía
Tessmanniacanthus chlamydocardioides fue descrita por Gottfried Wilhelm Johannes Mildbraed y publicado en Notizblatt des Botanischen Gartens und Museums zu Berlin-Dahlem 9: 987. 1926.